# Karl-Martin Almqvist
Karl-Martin Almqvist, född 24 november 1968, är jazzmusiker, tenorsaxofonist och kompositör.
Karl-Martin Almqvist kommer ursprungligen från Karlstad som han lämnade i 18-årsåldern för studier vid Skurups Folkhögskola, för att senare fortsätta till Musikhögskolan i Malmö. Sina fortsatta studier förlade han till Mannes College of Music i New York. Där studerade han bland annat för George Garzone, Bob Mintzer, Richie Beirach och Reggie Workman. Almqvist bor sedan 1998 i Stockholm. Som solist har han förekommit vid skivinspelningar med en mängd grupper och i olika konstellationer, bland annat:
Bjärv, Norrbotten Big Band, Rigmor Gustafsson, Moksha, Mathias Landaeus "House of Aproximation", Stockholm Jazz Orchestra, Nils Landgren Funk Unit och Jacob Karlzon Big 5.
Karl-Martin Almqvist har gjort ett flertal Europaturnéer och även turnerat i USA, Latinamerika och Asien.

## Priser och utmärkelser
- 1998 – Jazzkatten som ”Årets nykomling”
- 2008 – Bert Levins stiftelse för jazzmusik

## Diskografi
- 2001 – Karl-Martin Almqvist (Prophone PCD 057)
- 2004 – Full Circle (Prophone PCD 068)
- 2006 – Double Door (Prophone PCD 089)
- 2008 – Stretching a Portfolio (Prophone PCD 090)
- 2013 – Reruns Volume 1 med Fredrik Carlquist (FJ Jazz)